# أنا وكامينسكي (رواية)
أنا وكامينسكي (بالألمانية: Ich und Kaminski) هي رواية صدرت عام 2003 للكاتب النمساوي الألماني دانييل كيلمان.
وتدور حول قصة صحفي يذهب في رحلة مع رسام عجوز يكتب سيرة ذاتية عنه.

## النقد
كتب جيك كيريدج في صحيفة الديلي تلغراف : «لقد مضى أكثر من قرن منذ أن وصف جورج جيسينج كامل أعمال السيرة الذاتية بأنها» مهزلة «. هذا هو الرأي الذي يتخذه كيلمان، ليس فقط من حيث أن صناعة السيرة الذاتية تافهة ومحتقرة، ولكن أيضًا من العبث أن تكون مصدرًا للترفيه. ومن هنا تأتي هذه الكوميديا البراقة والمسلية باستمرار، من حيث اتساعها وتعقيدها».

## تحويلها لمسرحية وفيلم
حولت الرواية إلى مسرحية من تأليف آنا ماريا كراسنيج بنفس العنوان، وعرضت للمرة الأولى في 25 يونيو 2008. 
كما حولت إلى فيلم بنفس العنوان من إخراج فولفجانج بيكر، وبطولة دانييل برول في دور كاتب السيرة الذاتية وجيسبر كريستنسن في دور كامينسكي، وعرض لأول مرة في 17 سبتمبر 2015 في ألمانيا.